# Río Tuba
Río Tuba es un barrio rural  del municipio filipino de primera categoría de Bataraza perteneciente a la provincia  de Paragua en Mimaro,  Región IV-B. En 2007 Río Tuba contaba con  13.112 residentes.

## Geografía
El municipio de Bataraza se encuentra situado en el extremo sur de la parte continental de la isla de Paragua,  775 kilómetros al suroeste de Manila y aproximadamente a 236 km de Puerto Princesa y a unas 5 o 6 horas de camino por tierra. Este barrio, continental, ocupa la parte central del municipio en la costa este de la isla. Linda al norte con el barrio de Latud  que forma parte del municipio vecino de Punta Baja (Rizal)  en la costa occidental de la isla; al sur con la bahía de Coral, a la que se abre la bahía de Okayan y la desembocadura del río Tuba; al  este con los  barrios de  Ocayán y de Sarong; y al oeste con el barrio de Taratak.
Forman parte de este barrio los islotes de  Ng Imiril y de Birds.

### Demografía
El barrio  de Río Tuba contaba  en mayo de 2010 con una población de 16.577 habitantes. Comprende los sitios de Río Tuba, Okayan y Canomy.

## Minería
Destacan sus reservas minerales de níquel cuya  extracción es la actividad principal de este barrio. La industria se denomina  Río Tuba Minning Corporation, inicia su actividad en 1977.
Por este motivo desde este lugar parten  medios de transporte disponibles para alcanzar a la mayoría de los barangays interiores del municipio de Bataraza, incluyendo un aeropuerto privado propiedad de la Compañía.
Coral Bay comenzó a funcionar en 2005 y actualmente opera a una capacidad de 24.000 toneladas de níquel y 1.500 toneladas de cobalto  por año en forma de sulfuro de níquel-cobalto mezclado. Se trata de la instalación más eficiente del mundo utilizando el proceso de lixiviación ácida a elevada presión (HPAL).

## Historia
Formaba parte de la provincia española de  Calamianes, una de las 35 del archipiélago Filipino, en la parte llamada de Visayas. Pertenecía a la audiencia territorial  y Capitanía General de Filipinas, y en lo espiritual a la diócesis de Cebú. En 1858 la provincia  fue dividida en dos provincias: Castilla,  Asturias y la isla de Balábac. Este barrio pasa a formar parte de la provincia de Asturias.